# 헬스메디
헬스메디는 KT ENA에서 운영하는 건강 전문 TV 채널이다.
구 헬스메디tv 시절엔 "뷰티 잇 수다"라는 뷰티·건강 토크 쇼 프로그램을 방송한 적이 있었다.

## 채널 번호
- SK B TV : 254
- Genie TV : 215
- LG U+ TV : 175
- 스카이라이프 : 134